# Canale Biffis
Il canale Biffis è un canale artificiale per scopi irrigui e idroelettrici che inizia fra i comuni di Ala e Avio e termina in quello di Verona, poco a nord di Chievo.

## Storia
Il canale prende il nome dal suo ideatore, Ferdinando Biffis, che lo progettò nel 1913. Il suo obiettivo era creare un sistema di irrigazione per le pendici delle colline dell'alto veronese che, nonostante il terreno fertile, erano poco produttive a causa della scarsità d'acqua dovuta alla loro posizione rialzata. La soluzione che propose fu quella di sfruttare le acque dell'Adige, captandole molto più a nord ad una quota più alta delle terre da irrigare.
Dopo 15 anni di polemiche e discussioni sull'opera, il 9 settembre 1928 vi fu l'inizio ufficiale dei lavori su spinta di Benito Mussolini in persona. Ben presto però, a causa della recessione mondiale del 1929, i lavori rallentarono fino a fermarsi del tutto nel 1930. Ripresero solo 8 anni più tardi per finire nel 1943.

## Caratteristiche tecniche

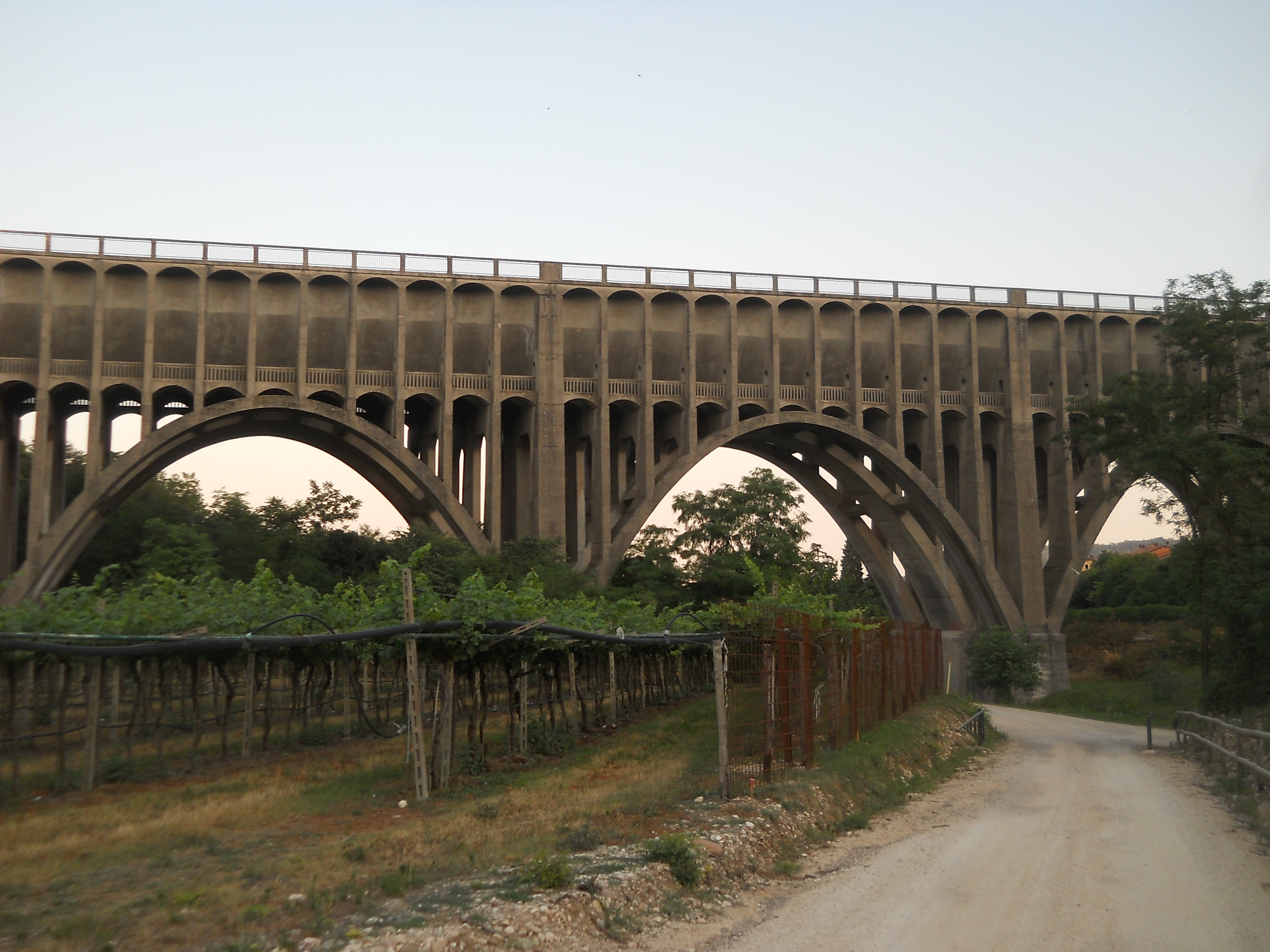
Ponte canale in località Sega di Cavaion Veronese.

Il canale Biffis è lungo 47 km di cui 8,5 in galleria. Per costruirlo fu necessario rimuovere quasi 6 milioni di metri cubi di terreno (650,000 metri cubi solo per le gallerie). Il lavoro di scavo fu svolto soprattutto a mano, con il raro utilizzo di qualche escavatrice meccanica. Durante gli ultimi anni della sua costruzione furono impiegati anche prigionieri di guerra.
Per superare i vari ostacoli naturali lungo il suo percorso, oltre alle numerose gallerie fu costruito anche un imponente "ponte canale" che scavalca la valle del torrente Tasso, vicino alla località di Sega di Cavaion.
Il canale Biffis alimenta anche due centrali idroelettriche che sfruttano altrettanti salti lungo il suo corso: la prima vicino a Bussolengo, la seconda quasi al suo sbocco nell'Adige a nord dell'abitato di Chievo.
La portata del canale è di 135 m³/s, 25 m³/s sono derivati poco prima della centrale di Bussolengo per alimentare il canale Alto Veronese.